# Station Savenay
Station Savenay is een spoorwegstation in de Franse gemeente Savenay.